# Nachal Jehud
Nachal Jehud (hebrejsky נחל יהוד) je vádí v centrálním Izraeli, v regionu Guš Dan v pobřežní planině.
Začíná v prostoru západně od města Šoham, kde do něj ústí Nachal Bejt Arif, pak směřuje k severozápadu zemědělsky využívanou krajinou. U vesnice Bnej Atarot se stáčí k západu. Pak sleduje po severním okraji areál Ben Gurionova mezinárodního letiště. Severně od Nachal Jehud začíná souvisle zastavěná metropolitní oblast v aglomeraci Tel Avivu. Jde o město Jehud-Monoson, za kterým do Nachal Jehud zprava ústí Nachal Ono. Pak následuje město Or Jehuda. Nachal Jehud ústí do Nachal Ajalon.
V roce 2007 se uvádělo, že vádí je znečišťováno kanalizačními odpady z města Jehud-Monoson, přičemž zplodiny kontaminují i návazný tok Nachal Ajalon. Plánuje se vytvoření parkového pásu podél tohoto vodního toku, ale vedení města Jehud-Monoson zároveň zamýšlí břehy Nachal Jehud z větší části zastavět průmyslovou zónou.